# Baldwin (Maryland)
Baldwin önkormányzat nélküli település az USA Maryland államában, Baltimore megyében,. 